# Новомихайлівська сільська рада (Чернігівський район)
| Новомихайлівська сільська рада — орган місцевого самоврядування у Чернігівському районі Запорізької області з адміністративним центром у с. Новомихайлівка. Дата утворення: 1924 рік. По території, підпорядкованій даній сільській раді, протікає ріка Бандурка. Сільській раді підпорядковані населені пункти: - с. Новомихайлівка |

### Колишні населені пункти
- х. Веселий
- х. Кайкулакські хутори
- с. Новозелене
- с. Новоукраїнка
- х. Новотроїцький
- х. Першотравневий

## Склад ради
Рада складається з 12 депутатів та голови. Партійний склад: Самовисування — 11, Наш край — 1.

### Керівний склад ради
| ПІБ                          | Основні відомості                                                               | Дата обрання | Дата звільнення |
| ---------------------------- | ------------------------------------------------------------------------------- | ------------ | --------------- |
| Кругляк Сергій Володимирович | Сільський голова, 1959 року народження, освіта, безпартійний                    | 26.03.2006   | 31.10.2010      |
| Кругляк Сергій Володимирович | Сільський голова, 1959 року народження, освіта незакінчена вища, безпартійний   | 31.10.2010   | 25.10.2015      |
| Рогов Ярослав Володимирович  | Сільський голова, 1986 року народження, освіта середня спеціальна, безпартійний | 25.10.2015   |                 |

Примітка: таблиця складена за даними джерела